# Ema Šarišská
Ema Šarišská, uváděna též jako Eva Šarišská (* 3. listopadu 1941), byla slovenská a československá politička a bezpartijní poslankyně Sněmovny národů Federálního shromáždění za normalizace.

## Biografie
K roku 1976 se profesně uvádí jako zámečnice. K roku 1986 jako dělnice.
Ve volbách roku 1976 zasedla do slovenské části Sněmovny národů (volební obvod č. 142 - Prešov II, Východoslovenský kraj). Mandát obhájila ve volbách roku 1981. Do federálního parlamentu byla zvolena i ve volbách roku 1986, kdy zasedla opět do slovenské části Sněmovny národů (volební obvod č. 142 - Prešov, Východoslovenský kraj). Ve Federálním shromáždění setrvala do konce funkčního období, tedy do voleb roku 1990. Netýkal se jí proces kooptací do Federálního shromáždění po sametové revoluci.